# Provincia Surin
Surin (în thailandeză สุรินทร์) este o provincie (changwat) din Thailanda. Situată în regiunea de Nord-Est, provincia Surin are în componența sa 17 districte (amphoe), 158 de sub-districte (tambon) și 2011 de sate (muban). 
Cu o populație de 1.375.998 de locuitori și o suprafață totală de 8.124,1 km2, Surin este a 10-a provincie din Thailanda ca mărime după numărul populației și a 24-a după mărimea suprafeței.